# Colart
Colart, även Colart Group, eller Colart International Holdings Ltd, är den internationellt största koncernen på marknaden för konstnärsfärger och annat konstnärsmaterial, med företag och varumärken som bland annat Winsor & Newton, Liquitex, Lefranc Bourgeois och Beckers "A". Huvudkontoret ligger i London.
Koncernen bildades 1992 som ett eget affärsområde för konstnärsmaterial inom AB Wilh. Becker och är därmed helägt av Lindéngruppen AB.
Koncernens tillverkning är samlad till Colart, vid tio produktionsanläggningar i Storbritannien, Frankrike och Kina.
Colart distribuerar även enstaka andra varumärken än sina egna, exempelvis förde man 2017 papper från Arches och Fabriano, vars ägare då var Ahlstrom-Munksjö respektive Fedrigoni.
Sedan maj 2017 är Colart huvudägare av Elephant Art, som driver onlinemagasinet Elephant med tillhörande tryckt tidskrift och webbutik.

## Varumärken och företag inom Colart
- Beckers normalfärger – Konstnärsoljefärger inom AB Wilh. Becker sedan 1912. Del av Beckers "A".
- Beckers "A" – Ursprungligt varumärke hos AB Wilh. Becker, som inkluderar Beckers normalfärger och diverse tillbehör.
- Dekorima – Ursprungligt varumärke hos AB Wilh. Becker registrerat 1970, med diverse tillbehör.[12][13]
- Lefranc Bourgeois – Konstnärsfärger och tillbehör. Äldsta delen grundad 1720 i Paris.[14] Köptes av AB Wilh. Becker 1982.[3]
- Charbonnel – Specialiserat på produkter kring koppartryck, litografi och förgyllning. Grundat 1862 i Paris.[15] Köpt av Lefranc Bourgeois 1988.[16]
- Snazaroo – Ansiktsfärger. Grundat 1989 och ägs av Colart.[17]
- Winsor & Newton – Konstnärsfärger och tillbehör. Grundat 1832 i London. Köptes av AB Wilh. Becker 1990.
- Reeves – Färger och tillbehör. Grundat 1766 i London. Köptes av AB Wilh. Becker 1991.[18]
- Liquitex – Specialiserat på konstnärsakrylfärger, med tillbehör. Ursprungligen grundat 1933 i Cincinnati. Köpt av Colart 2000.
- Conté à Paris – Specialiserat på pennor och kritor. Grundat i Paris 1795.[19] Köpt av Colart 2004.[20]
- Letraset – Blev under 1960-talet främst känt för gnuggbokstäver och liknande produkter. Senare mer inriktat på markerpennor och tillbehör kring det. Grundat 1959 i London.[21] Köpt av Colart 2012.[22]
- Elephant Art – Publicerar onlinemagasin med konsttidskrift. Grundat 2009. Colart är majoritetsägare sedan maj 2017.[9]